# Distrito de Brașov
El distrito de Brașov (en rumano, Județul Brașov; en húngaro, Brassó megye) es un distrito (județ) de Rumania situado en el sureste de la región histórica de Transilvania. Según el censo de 2021, tiene una población de 546 615 habitantes.
La capital es Brașov.

## Distritos vecinos
- Distrito de Covasna, por el este.
- Distrito de Sibiu, por el oeste.
- Distritos de Mureș y Harghita, por el norte.
- Distritos de Argeș, Dâmbovița y Prahova, por el sur.
- Distrito de Buzău, por el sureste.

## Demografía
La gran mayoría de la población es de origen rumano, aunque también existen comunidades de húngaros romas (gitanos) y alemanes. Tradicionalmente, la población rumana se concentraba hacia el oeste y suroeste del distrito, los húngaros hacia el este y los alemanes hacia el norte y alrededor de la ciudad de Brașov.

## Geografía
El distrito cuenta con un área total de 5363 km².
La porción sur comprende las Montes Cárpatos (Carpatos Meridionales y Orientales) con los macizos de Făgăraș, Bucegi, Piatra Mare, Piatra Craiului y Postăvaru. Hacia el este se extiende la Depresión de Brașov, separada del Valle del Río Olt, hacia el Oeste, por los montes Perșani.
El río Olt corre a través del norte y el oeste del distrito.

## Economía
Brașov es una de las regiones más prósperas de Rumanía y cuenta con una marcada tradición industrial. Durante la Segunda Guerra Mundial, la industria de aviones de combate construyó sus partes y los ensambló en la ciudad de Braşov. Durante el periodo comunista el distrito alcanzó un enorme desarrollo industrial, heredando inmensos complejos industriales. Algunos de estos últimos sobrevivieron adaptándose a la economía de mercado capitalista, mientras que otros perecieron dejando como huella una elevada tasa de desempleo. Gracias a nuevas inversiones, principalmente extranjeras, la economía se ha recuperado parcialmente.
Las principales actividades industriales son:
- Las industrias mecánicas y de automóviles.
- La industria química.
- La industria de los materiales de la construcción.
- La industria alimenticia.

Alrededor de Făgăraș y Victoria se encuentran grandes complejos químicos que contaminan peligrosamente la región, herencia de la industria comunista que era muy poco consciente del aspecto medioambiental.

## Turismo
Braşov cuenta algunas de las principales atracciones turísticas de Rumanía, y sus principales atracciones turísticas son:
- La ciudad de Brașov y su casco antiguo.
- Las estaciones de montaña, como Poiana Brașov o Predeal.
- Los Montes Făgăraș.
- El Santuario de Osos
- Las fortalezas medievales de Făgăraș y Râșnov.
- El Castillo de Bran.
- Los bastiones, puertas y murallas de la ciudad de Brașov.
- La Iglesia Negra.
- Las iglesias ortodoxas.
- La sinagoga de Brașov.
- Las Iglesias fortificadas de Transilvania.

## División administrativa
El distrito cuenta con 4 municipios, 6 poblados y 48 comunas.
Municipalidades
Las municipalidades son Braşov —capital de distrito—, Codlea, Făgăraș y Săcele.
Poblados
Los poblados del distrito de Brașov son Ghimbav, Predeal, Râșnov, Rupea, Victoria y Zărneşti.
Comunas
| - Apața - Augustin - Beclean - Bod - Bran - Budila - Bunești - Cața - Cincu - Comăna | - Cristian - Crizbav - Drăguș - Dumbrăvița - Feldioara - Fundata - Hălchiu - Hărman - Hârseni - Hoghiz | - Holbav - Homorod - Jibert - Lisa - Mândra - Măieruș - Moieciu - Ormeniș - Părău - Poiana Mărului | - Prejmer - Racoș - Recea - Șercaia - Șinca - Șinca Nouă - Sâmbăta de Sus - Sânpetru - Șoarș - Tărlungeni | - Teliu - Ticușu - Ucea - Ungra - Vama Buzăului - Viștea - Voila - Vulcan |